# Redcar and Cleveland
Redcar and Cleveland – dystrykt o statusie unitary authority w hrabstwie ceremonialnym North Yorkshire w Anglii. W 2011 roku dystrykt liczył 135 177 mieszkańców.
Jednostka utworzona została w 1974 roku, do 1988 roku nosząc nazwę Langbaurgh, a w latach 1988-1996 Langbaurgh-on-Tees.

## Miasta
- Eston
- Guisborough
- Loftus
- Redcar
- Saltburn-by-the-Sea
- Skelton

## Inne miejscowości
Boosbeck, Boulby, Brotton, Carlin How, Charltons, Coatham, Dormanstown, Dunsdale, Easington, Grangetown, Handale, Kilton Thorpe, Kilton, Kirkleatham, Lackenby, Lazenby, Lingdale, Liverton, Liverton Mines, Margrove Park, Marske-by-the-Sea, Moorsholm, New Marske, Newton under Roseberry, Normanby, North Skelton, Ormesby, Pinchinthorpe, Scaling, Skinningrove, South Bank, Stanghow, Upleatham, Warrenby, Westfield, Wilton, Yearby.